# Hopkins (Minnesota)
Hopkins es una ciudad ubicada en el condado de Hennepin en el estado estadounidense de Minnesota. En el Censo de 2010 tenía una población de 17591 habitantes y una densidad poblacional de 1.651,73 personas por km².

## Geografía
Hopkins se encuentra ubicada en las coordenadas 44°55′30″N 93°24′17″O / 44.92500, -93.40472. Según la Oficina del Censo de los Estados Unidos, Hopkins tiene una superficie total de 10.65 km², de la cual 10.57 km² corresponden a tierra firme y (0.75%) 0.08 km² es agua.

## Demografía
Según el censo de 2010, había 17591 personas residiendo en Hopkins. La densidad de población era de 1.651,73 hab./km². De los 17591 habitantes, Hopkins estaba compuesto por el 70.4% blancos, el 13.48% eran afroamericanos, el 0.59% eran amerindios, el 8.49% eran asiáticos, el 0.05% eran isleños del Pacífico, el 3.39% eran de otras razas y el 3.6% pertenecían a dos o más razas. Del total de la población el 7.9% eran hispanos o latinos de cualquier raza.